# Edmonton International Airport
Edmonton International Airport är en flygplats i Kanada. Den ligger nära Edmonton i den centrala delen av landet, 2 800 km väster om huvudstaden Ottawa. Edmonton International Airport ligger 723 meter över havet.
Terrängen runt Edmonton International Airport är platt. Närmaste större samhälle är Leduc, 5,1 km söder om Edmonton International Airport.
Trakten runt Edmonton International Airport består till största delen av jordbruksmark. Runt Edmonton International Airport är det ganska tätbefolkat, med 96 invånare per kvadratkilometer.